# Hamlet (1996)
Hamlet (Alternativtitel: William Shakespeare’s Hamlet) ist eine Literaturverfilmung von Kenneth Branagh aus dem Jahr 1996 und basiert auf dem Theaterstück Hamlet von William Shakespeare. 

## Produktion
Bei Branaghs Hamlet-Verfilmung handelt sich um eine sehr aufwendige Produktion mit hochkarätiger Besetzung. Im Gegensatz zu anderen Literaturverfilmungen wurden die Originaldialoge von Shakespeare ungekürzt übernommen. Modisch verlegte Branagh die Handlung ins 19. Jahrhundert.
Die Produktionskosten lagen bei über 18 Mio. US-Dollar, der Film spielte jedoch nur 4,7 Mio. US-Dollar ein.

## Drehorte
- Außenaufnahmen: Blenheim Palace, Oxfordshire, England.
- Innenaufnahmen: Shepperton Studios, Middlesex, England.

## Auszeichnungen (Auswahl)
Der Film war bei der Oscarverleihung 1997 in vier Kategorien für den Oscar nominiert: Szenenbild, Kostüm-Design, Musik (Original Dramatic Score) sowie Adaptiertes Drehbuch, konnte aber keinen Preis gewinnen.
Kate Winslet wurde für ihre Darstellung 1998 mit dem Empire Award als Beste britische Darstellerin ausgezeichnet.

## Kritiken
Das Lexikon des internationalen Films urteilte, die Produktion weise „keinen einheitlichen inszenatorischen Stil“ auf. „[D]ie ausgezeichneten schauspielerischen Leistungen“ würden trotz „unübersehbare[r] inszenatorische[r] Ungereimtheiten und Schwächen“ keine Langweile aufkommen lassen.